# William West, 3. Earl De La Warr
William Augustus West, 3. Earl De La Warr (* 27. April 1757; † Januar 1783) war ein britischer Adliger, Politiker und Militär.
Er war der älteste Sohn von John West, 2. Earl De La Warr und dessen Gattin Mary Wynyard. Als Heir apparent seines Vaters führte er ab 1766 den Höflichkeitstitel Viscount Cantelupe.
Er wurde am Eton College ausgebildet. 1774 trat er als Offizier der Coldstream Guards in die British Army ein und erreichte dort 1781 den Rang eines Lieutenant-Colonel.
Beim Tod seines Vaters am 22. November 1777 erbte er dessen Adelstitel als 3. Earl De La Warr sowie den damit verbundenen Sitz im House of Lords.
Er starb bereits im Januar 1783 im Alter von 25 Jahren, unverheiratet und kinderlos, und wurde in Nizza im Herzogtum Savoyen begraben. Seine Adelstitel erbte sein jüngerer Bruder John West.